# Јужносулавешки језици
Јужносулавешки језици су једна од основних грана малајско-полинежанских језика, а њима се говори на јужном делу острва Сулавеси (или Целебес) и изолованим деловима острва Борнео. Овим језицима говоре Буги и сродни народи, који насељавају покрајине Јужни Сулавеси и Западни Сулавеси, док на Борнеу њима говоре неки дајачки народи, као што су Ембалох и Таман.

## Класификација

### Унутрашња класификација
Према класификацији Грајмса & Грајмса (1987) и Етнолога (Ethnologue).
- Бугијско-тамански језици
  - Бугијски језици: 
    - Бугијски
    - Кампалагијски

  - Тамански језици:
    - Ембалошки
    - Тамански
- Макасарски:
  - Бентоншки
  - Приморскоконџојски
  - Планинскоконџојски
  - Макасарски
  - Селајарски
- Секојски:
  - Будонг-Будоншки
  - Панасуански
  - Секо паданшки
  - Секо тенгашки
- Лемоланшки
- Северни јужносулавешки језици
  - Мамуџујски
  - Мандарски
  - Масенремпулујски језици:
    - Дуријски
    - Енреканшки
    - Малимпуншки
    - Мајвајски

  - Питу-улуна-салујски језици:
    - Арале-табулахански
    - Дакајски
    - Панејски
    - Бамбамски
    - Улумандајски

  - Тораџајски:
    - Калумпаншки
    - Таејски
    - Мамасајски (укљ. Патаејски)
    - Тораџа-садански
    - Талондојски

Положај таманских језика, чији су представници ембалошки и тамански, је био нејасан до краја прошлога века. Холандски лингвиста К. А. Аделар је доказао да су најближи бугијском језику, из чега следи да су део јужносулавешких језика.

### Положај унутар аустронежанске породице
Према подацима из данас расположивих истраживања, јужносулавешки језици су једна од основних грана малајско-полинежанских језика подгрупе аустронежанских језика.